# تراساي (كاليفورنيا)
تراساي (بالإنجليزية: Tracy )‏ هي إحدى مدن مقاطعة سان جواكوين، كاليفورنيا. تم إعطاءها لقب مدينة في 22 يوليو، 1910.

## المناخ
يظهر الجدول التالي التغييرات المناخية على مدار السنة لتراساي:
| البيانات المناخية لـتراساي         | البيانات المناخية لـتراساي | البيانات المناخية لـتراساي | البيانات المناخية لـتراساي | البيانات المناخية لـتراساي | البيانات المناخية لـتراساي | البيانات المناخية لـتراساي | البيانات المناخية لـتراساي | البيانات المناخية لـتراساي | البيانات المناخية لـتراساي | البيانات المناخية لـتراساي | البيانات المناخية لـتراساي | البيانات المناخية لـتراساي | البيانات المناخية لـتراساي |
| الشهر                              | يناير                      | فبراير                     | مارس                       | أبريل                      | مايو                       | يونيو                      | يوليو                      | أغسطس                      | سبتمبر                     | أكتوبر                     | نوفمبر                     | ديسمبر                     | المعدل السنوي              |
| ---------------------------------- | -------------------------- | -------------------------- | -------------------------- | -------------------------- | -------------------------- | -------------------------- | -------------------------- | -------------------------- | -------------------------- | -------------------------- | -------------------------- | -------------------------- | -------------------------- |
| متوسط درجة الحرارة الكبرى °ف (°م)  | 55.6 (13.1)                | 62.4 (16.9)                | 67.2 (19.6)                | 73.5 (23.1)                | 80.0 (26.7)                | 87.3 (30.7)                | 92.5 (33.6)                | 91.8 (33.2)                | 88.0 (31.1)                | 79.2 (26.2)                | 65.1 (18.4)                | 55.6 (13.1)                | 74.9 (23.8)                |
| متوسط درجة الحرارة الصغرى °ف (°م)  | 38.5 (3.6)                 | 41.3 (5.2)                 | 44.8 (7.1)                 | 48.2 (9.0)                 | 53.5 (11.9)                | 57.4 (14.1)                | 60.2 (15.7)                | 59.9 (15.5)                | 58.3 (14.6)                | 52.8 (11.6)                | 44.9 (7.2)                 | 38.4 (3.6)                 | 49.9 (9.9)                 |
| الهطول إنش (مم)                    | 2.61 (66)                  | 2.31 (59)                  | 1.97 (50)                  | .73 (19)                   | .45 (11)                   | .10 (2.5)                  | .04 (1.0)                  | .06 (1.5)                  | .25 (6.4)                  | .72 (18)                   | 1.61 (41)                  | 1.66 (42)                  | 12.51 (317.4)              |
| متوسط أيام هطول الأمطار (≥ 0.1 in) | 10.5                       | 8.9                        | 9.0                        | 4.1                        | 2.3                        | .7                         | .2                         | .4                         | 1.0                        | 2.8                        | 7.0                        | 8.3                        | 55.2                       |
| المصدر: NOAA                       |                            |                            |                            |                            |                            |                            |                            |                            |                            |                            |                            |                            |                            |

## أعلام
- ويلي براون
- جون جونسون
- هال ووكر
- غيلبرت فوينتيس
- ديف